# Cerithiopsis tuberculatus
Cerithiopsis tuberculatus är en snäckart som beskrevs av Montagu 1803. Cerithiopsis tuberculatus ingår i släktet Cerithiopsis och familjen Cerithiopsidae.

## Underarter
Arten delas in i följande underarter:
- C. t. tuberculatus
- C. t. floridana